# Japanse kampioenschappen veldrijden
De Japanse kampioenschappen veldrijden zijn een jaarlijks terugkerende wedstrijd om te bepalen welke veldrijder er kampioen van Japan wordt.

## Kampioenen

### Mannen
- 1996 : Mitsuru Ohara
- 1997 : Mitsuru Ohara
- 1998 : Mitsuru Ohara
- 1999 : Raita Suzuki
- 2000 : Toshiaki Matsui
- 2001 : Masahiko Mifune
- 2002 : Yukinaga Kodaira
- 2003 : Keiichi Tsujiura
- 2004 : Keiichi Tsujiura
- 2005 : Keiichi Tsujiura
- 2006 : Keiichi Tsujiura
- 2007 : Keiichi Tsujiura
- 2008 : Keiichi Tsujiura
- 2009 : Keiichi Tsujiura
- 2010 : Keiichi Tsujiura
- 2010 : Keiichi Tsujiura
- 2011 : Yu Takenouchi
- 2012 : Yu Takenouchi
- 2013 : Yu Takenouchi
- 2014 : Yu Takenouchi
- 2015 : Yu Takenouchi
- 2016 : Toki Sawada
- 2017 : Hikaru Kosaka
- 2018 : Kohei Maeda

### U23
- 2001 : Kazunobu Kuwazawa
- 2002 : Keiichi Tsujiura
- 2003 : Uchiyama Yasuki
- 2004 : Kazuhiro Yamamoto
- 2005 : Kohei Yamamoto
- 2006 : Kohei Yamamoto
- 2014 : Kota Yokoyama
- 2015 : Toki Sawada
- 2016 : Kota Yokoyama
- 2017 : Hijri Oda
- 2018 : Kotaro Murakami

### Juniors
- 2010 : Toki Sawada
- 2011 : Toki Sawada
- 2012 : Kota Yokoyama
- 2013 : Tadaaki Nakai
- 2014 : Ryo Takeuchi
- 2015 : Hijiri Oda
- 2016 : Taisei Hino
- 2017 : Kotaro Murakami
- 2018 : Daiki Kojima

### Vrouwen

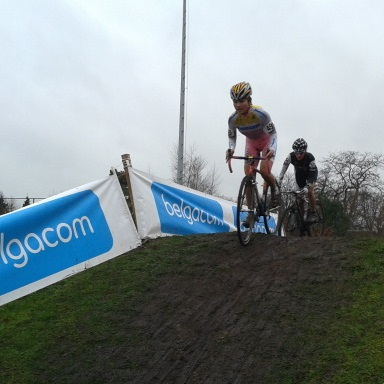
Meervoudig kampioene Ayako Toyooka tijdens een veldrit in België

- 1996 : Noriko Kawasaki
- 1998 : Hiroko Nanbu
- 1999 : Mika Ogishima
- 2000 : Hiroko Nanbu
- 2001 : Mutsumi Fujino
- 2002 : Miyoko Karami
- 2003 : Masami Mashimo
- 2004 : Masami Mashimo
- 2005 : Ayako Toyooka
- 2006 : Ayako Toyooka
- 2007 : Ayako Toyooka
- 2008 : Ayako Toyooka
- 2009 : Ayako Toyooka
- 2010 : Ayako Toyooka
- 2011 : Ayako Toyooka
- 2012 : Sakiko Miyauchi
- 2013 : Sakiko Miyauchi
- 2014 : Ayako Toyooka
- 2015 : Kiyoko Sakaguchi
- 2016 : Kiyoko Sakaguchi
- 2017 : Miho Imai
- 2018 : Rina Matsumoto

Kampioenschappen:  Wereldkampioenschappen ·
 Europese kampioenschappen ·
 Pan-Amerikaanse kampioenschappen
 België ·
 Canada ·
 Denemarken ·
 Duitsland ·
 Finland ·
 Frankrijk ·
 Hongarije ·
 Ierland ·
 Italië ·
 Japan ·
 Kroatië ·
 Luxemburg ·
 Nederland ·
 Nieuw-Zeeland ·
 Noorwegen ·
 Oostenrijk ·
 Polen ·
 Servië ·
 Slowakije ·
 Spanje ·
 Tsjechië ·
 Verenigd Koninkrijk ·
 Verenigde Staten ·
 Zweden ·
 Zwitserland
Klassementen:  Wereldbeker ·
 Superprestige ·
 X²O Badkamers Trofee ·
 HSF System Cup ·
 USCX Series ·
 Coupe de France ·
 National Trophy Series ·
 Giro d'Italia Ciclocross ·
 Copa de España ·
 New England Series ·
 Swiss Cyclocross Cup
Overig:  Exact Cross
Voormalig:  EKZ CrossTour ·  Rectavit Series ·  US Cup